# Hrončiačka
Hrončiačka je chráněný areál v oblasti Poľana na Slovensku. Nachází se v katastrálním území obce Vígľaš v okrese Detva v Banskobystrickém kraji. Území bylo vyhlášeno či novelizováno v roce 2001 na rozloze 2,4977 ha. Ochranné pásmo nebylo stanoveno.